# Suzanne Ciani
Suzanne Ciani (4 juni 1946) is een Amerikaans muzikante en componiste. Ze is vijf keer genomineerd voor een Grammy Award in de categorie 'Best New Age Album'. Door haar succes in de elektronische muziek kreeg ze de bijnaam "Diva of the Diode".

## Discografie

### Studioalbums
- 1970: Voice of Packaged Souls
- 1982: Seven Waves
- 1986: The Velocity of Love
- 1988: Neverland
- 1990: History of My Heart
- 1991: Pianissimo
- 1994: Hotel Luna
- 1996: Dream Suite
- 1999: Pianissimo II
- 2001: Turning
- 2005: Silver Ship
- 2012: Logo Presentation Reels 1985
- 2017: Help, Help, The Globolinks!
- 2019: Flowers of Evil
- 2020: Denali